# San Liberato (Narni)
San Liberato è una frazione del comune di Narni, in provincia di Terni in Umbria.

## Geografia
La frazione si trova al limite meridionale del territorio comunale di Narni, sulla sponda destra del fiume Nera che a poca distanza sfocia nel Tevere tra Lazio e Umbria. 
Il centro storico è posto su un terrazzo fluviale pleistocenico della Valle del Tevere a 112 m s.l.m. lungo la via Tiberina a una distanza di circa 8 km da Narni, i residenti sono 600 abitanti.

## Storia
La storia del paese è documentato dal 987 quando iniziarono le guerre per la contesa del territorio di San Liberato.
Il poggio, detto anche "Vico Mestriano" era stato venduto per il prezzo di 15 soldi d'argento ai monaci di Castel Sant'Elia, i quali vi costruirono subito la chiesa e un piccolo monastero.
Il paese viene citato in un episodio del conflitto tra papa Martino V e suo nipote Antonio Colonna (tra il 1417 ed il 1431), che dominava la vicina Orte: molti uomini del luogo rimasero feriti o uccisi durante gli scontri con le soldatesche guelfe pontificie.

## Monumenti e luoghi d'interesse
- La torre di avvistamento, di sezione quadrata, si erge dal piccolo centro, in buono stato di conservazione.
- Oasi di San Liberato, un bacino artificiale usato per la generazione di energia idroelettrica, sfruttando la corrente del Nera. Il lago è abitato da una variegata fauna acquatica ed è una zona di sosta lungo le rotte migratorie di varie specie di uccelli. Canneti e ricca vegetazione palustre ne adornano le sponde .

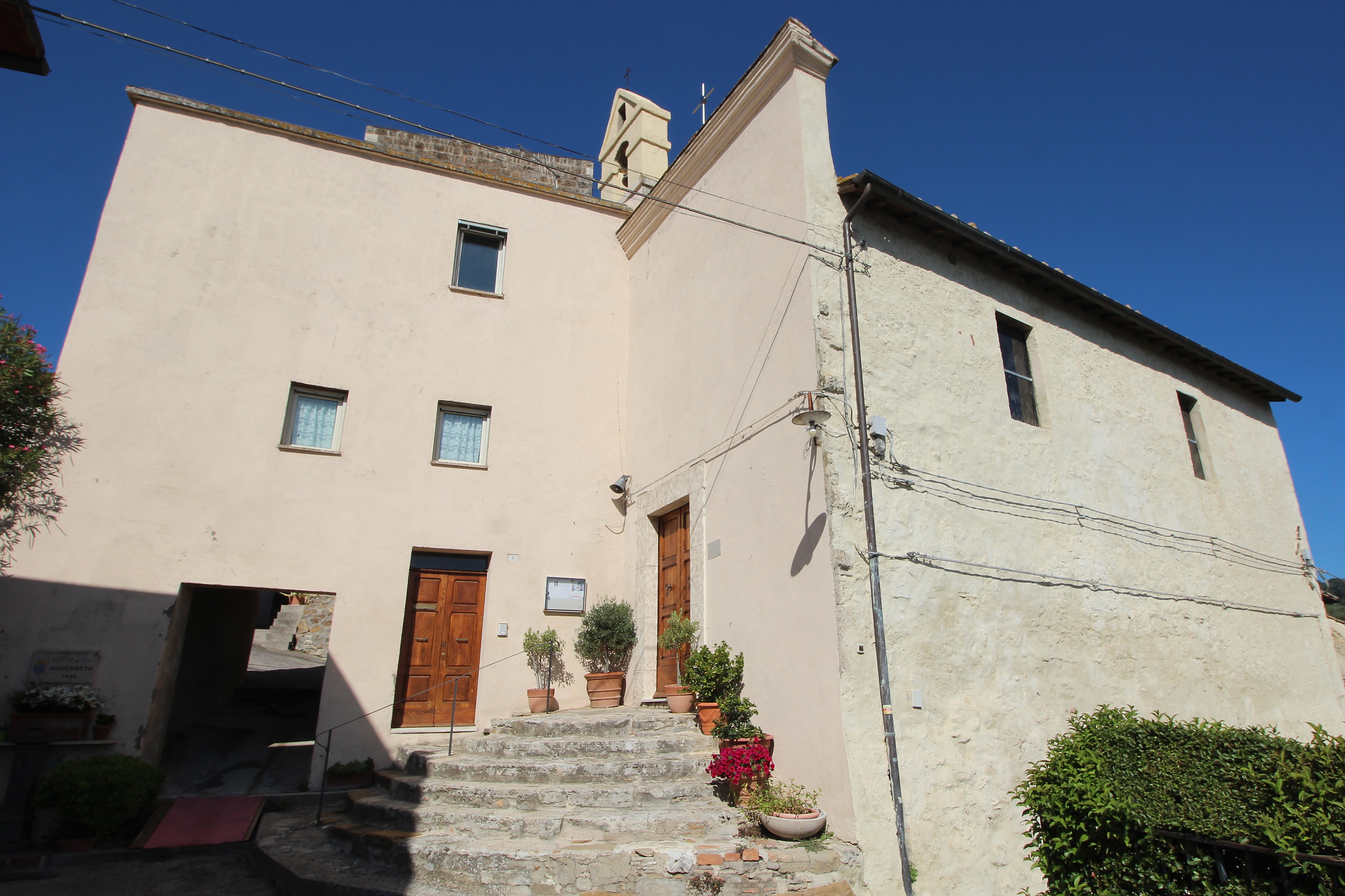
La chiesa di San Liberato
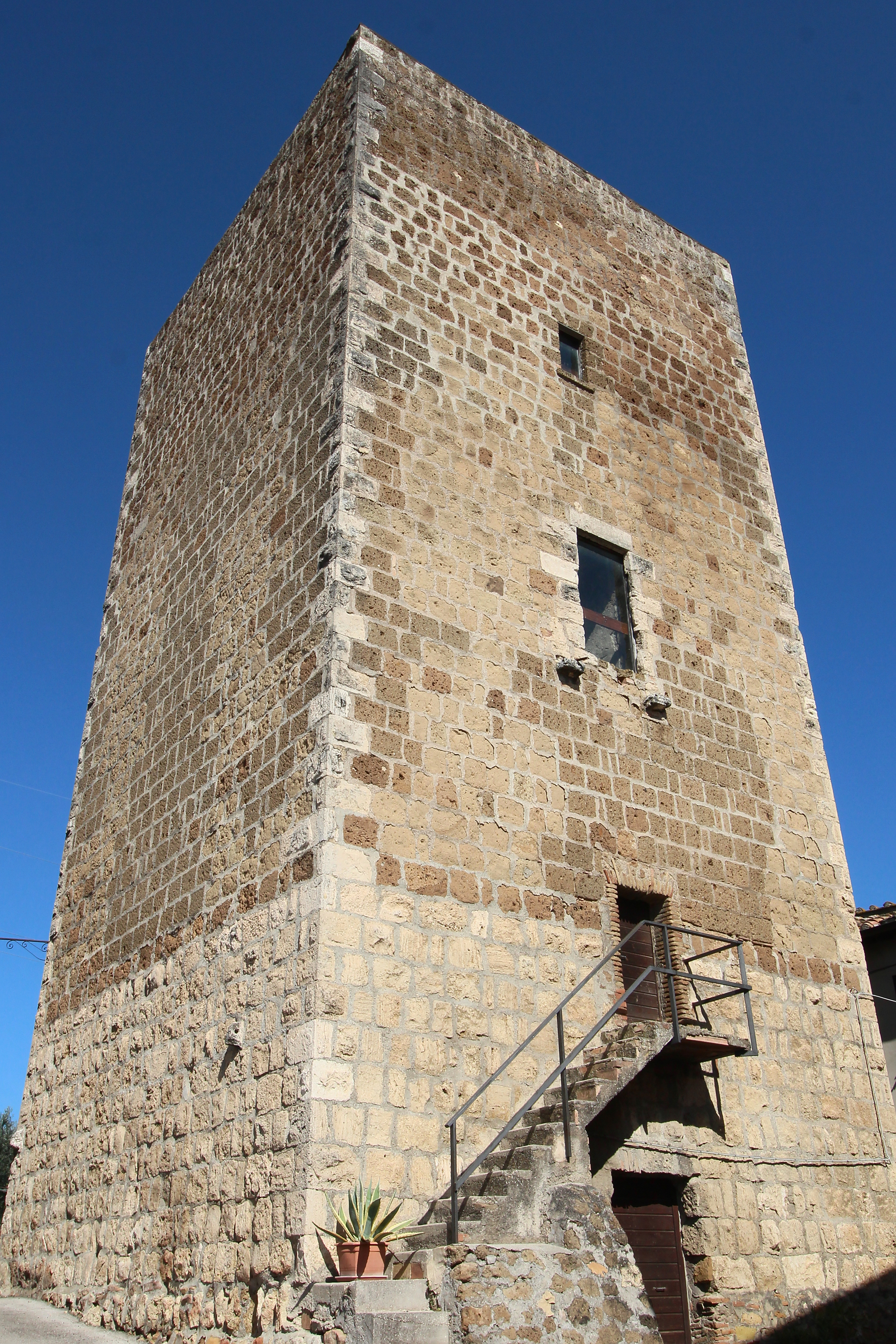
La torre d'avvistamento

## Economia
- A San Liberato si trova una zona industriale.

## Infrastrutture e Trasporti
- Ai piedi del paese passa la linea ferroviaria RFI Roma-Ancona e vi è una piccola stazione, utilizzata soprattutto da treni regionali.
- E45 SS 3bis Tiberina

## Sport

### Impianti sportivi
- Campo sportivo Privato gestito da A.S.D. Del Nera.

### Associazioni sportive
- A.S.D. Del Nera, su asddelnera.it.
- Orange Team Ktm Italia (motocross)